# Styringomyia angustitergata
Styringomyia angustitergata is een tweevleugelige uit de familie steltmuggen (Limoniidae). De soort komt voor in het Oriëntaals gebied.